# Zeitverlaufsdiagramm
| Strukturdiagramme der UML      |
| ------------------------------ |
| Klassendiagramm                |
| Komponentendiagramm            |
| Kompositionsstrukturdiagramm   |
| Objektdiagramm                 |
| Paketdiagramm                  |
| Profildiagramm                 |
| Verteilungsdiagramm            |
| Verhaltensdiagramme der UML    |
| Aktivitätsdiagramm             |
| Anwendungsfalldiagramm         |
| Interaktionsübersichtsdiagramm |
| Kommunikationsdiagramm         |
| Sequenzdiagramm                |
| Zeitverlaufsdiagramm           |
| Zustandsdiagramm               |

Zeitverlaufsdiagramme sind zweidimensionale Diagramme, wobei auf der x-Achse die Zeit, und auf der y-Achse Zustände von Objekten aufgetragen werden. Dieser Diagrammtyp ähnelt damit der Anzeige eines Oszilloskops, wird also seit langem in der Elektrotechnik verwendet.

Zeitverlaufsdiagramm einer Verkehrsampel

In der (objektorientierten) Modellierung sind diese Diagramme unter anderem in der Booch-Methode, in Fusion und in der Unified Modeling Language enthalten.

## Zeitverlaufsdiagramm in der UML
Ein Zeitverlaufsdiagramm (engl. timing diagram) ist eine der 14 Diagrammarten in der Unified Modeling Language (UML), einer Modellierungssprache für Software und andere Systeme.
Es wurde in der Version 2.0 der UML neu eingeführt.
Das Zeitverlaufsdiagramm ist ein Verhaltensdiagramm und zeigt eine bestimmte Sicht auf die dynamischen Aspekte des modellierten Systems. Es lässt präzisere zeitliche Spezifikationen zu als die übrigen UML-Diagramme und eignet sich somit am ehesten für den Entwurf von Echtzeitsystemen. 
In der UML werden Zeitverlaufsdiagramme als eine Darstellungsform von Interaktionen eingeführt.